# 丹野雄二
丹野 雄二（たんの ゆうじ、1932年9月26日 - 2001年1月26日）は日本の映画監督、アニメーション演出家、プロデューサー、脚本家。東京都出身。

## 概要
1959年、日活に入社。「涙の季節」やハレンチ学園シリーズなど、実写映画の監督を手掛ける。
1965年に映画女優の稲垣美穂子と結婚。
1971年に日活を退社し、同年1月に「ダックスインターナショナル」を設立。以後、「まんが世界昔ばなし」や「まんがはじめて物語シリーズ」を中心にテレビアニメのプロデュースを手掛けた。
1977年に演劇集団「目覚時計」を設立し、テレビアニメと並行してミュージカルのプロデュースも手掛けた。
2001年1月26日、心不全のため東京都新宿区の慶応大学病院で死去。68歳没。

## 参加作品

### 実写
- 助っ人稼業（1961年）脚本
- 山のかなたに（1966年）テレビドラマ助監督
- 愛妻くん（1966年）テレビドラマ監督
- 結婚の条件（1967年）テレビドラマ演出
- 愛は惜しみなく（1967年）脚本
- ある日わたしは（1967年）テレビドラマ監督
- 花と果実（1968年）テレビドラマ監督
- 喧嘩太郎（1968年）テラビドラマ監督
- BG・ある19才の日記 あげてよかった!（1968年）本編監督デビュー作
- 涙の季節（1969年）監督
- 残酷おんな私刑（1969年）監督
- 涙でいいの（1969年）企画、監督
- プロフェッショナル（1969年）監督
- 女の警察 国際線待合室（1970年）
- 青春喜劇 ハレンチ学園（1970年）監督
- ハレンチ学園 身体検査の巻（1970年）監督
- ワンパク番外地（1971年）原案、企画、監督
- だから大好き!（1972年）監督

### アニメーション
- 山ねずみロッキーチャック（1973年）構成（途中降板[6]）
- 小さなバイキングビッケ（1974年）シリーズ構成
- まんが世界昔ばなし（1976年）プロデューサー
- まんがはじめて物語（1978年）プロデューサー
- 野ばらのジュリー（1979年）原案、企画、プロデューサー
- 巴里のイザベル（1979年）企画、プロデューサー
- 杜子春（1981年）プロデューサー
- イーグルサム（1983年）プロデューサー
- まんがどうして物語（1984年）プロデューサー
- まんがなるほど物語（1986年）プロデューサー
- ブンナよ木からおりてこい（1987年）監督
- 新まんがなるほど物語（1988年）プロデューサー
- まんがはじめて面白塾（1989年）プロデューサー
- チスト みどりのおやゆび（1990年）監督
- 21世紀まんがはじめて物語（2001年）企画

### ミュージカル
- そんごくう　プロデューサー[7]
- かぐや姫　プロデューサー[7]
- 白姫伝説（1987年）プロデューサー[7][8]
- ファーブルの昆虫記（1993年）プロデューサー[8]
- ベィビー ベィビー　プロデューサー[9]